# Avgasport
Avgasport är den port i en cylinder i en tvåtaktsmotor som reglerar avgasernas flöde ut från cylindern. En mindre avgasport ger mer motstånd och således mer effekt på låga varvtal. En större avgasport leder till att motorns toppeffekt erhålls på högre varvtal. På höga varv bildas mer avgaser som måste komma ut.
En "rörlig" avgasport (Yamaha YPVS, Kawasaki KIPS etc.) innebär att avgasportens storlek styrs med en servomotor. Konstruktionen på denna rörliga avgasport kan variera, Yamahas YPVS varierar bara höjden på porten medan Kawasakis variant även har en speciell resonanskammare för avgaserna. Att avgasporten justeras efter motorns varvtal bidrar till mer effekt över hela varvtalsregistret.